# 임충빈 (군인)
임충빈(任忠彬, 1950년 5월 12일 ~ )은 대한민국 제39대 육군참모총장이다.

## 학력
- 1968년 성남고등학교
- 1973년 육군사관학교
- 1978년 육군보병학교
- 1982년 육군기계화학교
- 1985년 동국대학교 행정대학원 행정학 석사

## 경력
- 1973.05 ~ 1974.03  베트남 전쟁 참전
- 1998.04 ~ 2000.10  대통령비서실 국방비서관
- 2000.11 ~ 2002.10  육군 제17보병사단 사단장
- 2003.05 ~ 2004.10  육군교육사령부 교육훈련부장
- 2004.10 ~ 2006.12  육군 제1군단장
- 2006.12 ~ 2008.03  육군사관학교 교장
- 2008.03 ~ 2009.09  육군본부 육군참모총장
- 충남대학교 평화안보대학원 군사학과 석좌교수
- 2019.12 ~ 2023.12 대한민국 예비역 장성모임 성우회 부회장
- 2023.12 ~ 대한민국 예비역 장성모임 성우회 회장

## 표창
- 2009년 보국훈장 통일장
- 2010년 인도네시아 장성급 최고훈장